# 路易吉·拉迪切
路易吉·拉迪切（義大利語：Luigi Radice，1935年1月15日—2018年12月7日），意大利男子足球运动员及教練，场上位置是后卫。他曾代表意大利国家队参加1962年国际足联世界杯，结果获得第九名。